# Île Logodec
Île Logodec ist eine französische Insel in der Bretagne. Sie gehört zu den Bréhat-Inseln und ist in privatem Besitz.

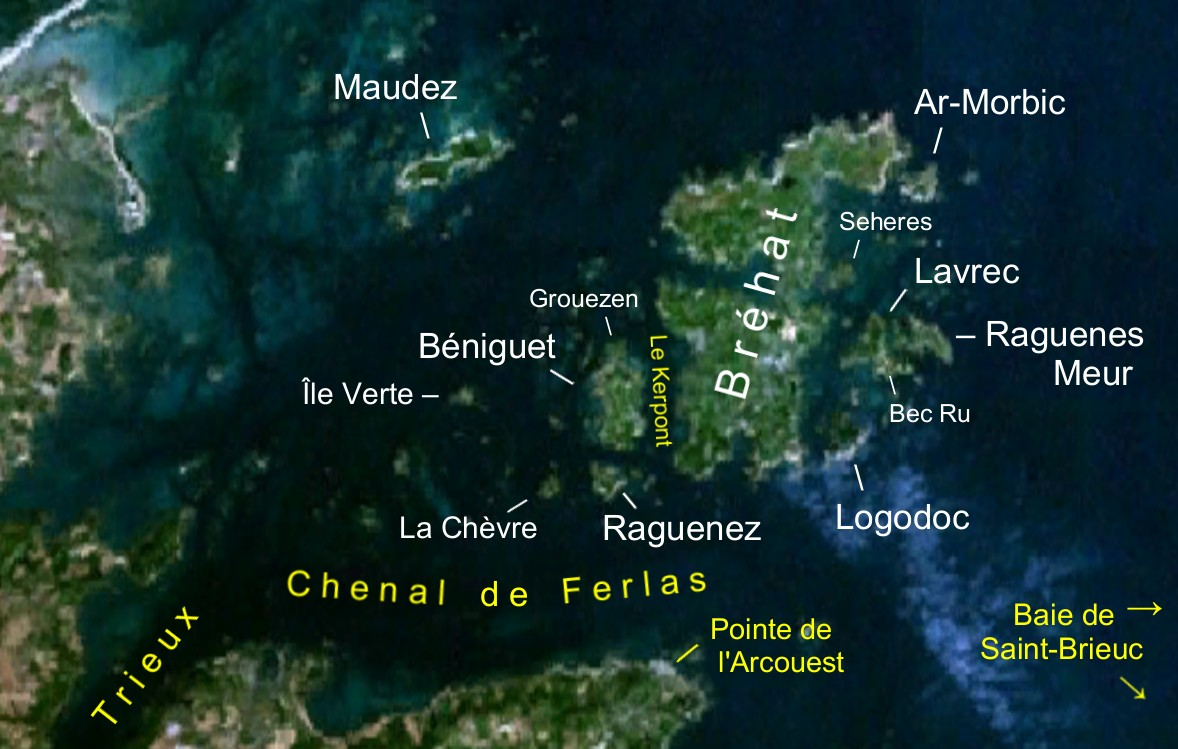
Logodec rechts mittig